# Bahnhof Laucha (Unstrut)
Der Bahnhof Laucha (Unstrut) ist eine Eisenbahn-Betriebsstelle der Stadt Laucha an der Unstrut im Burgenlandkreis im Süden Sachsen-Anhalts. Er wurde im Jahre 1889 eröffnet und war bis zu Beginn der 1990er Jahre Trennungsbahnhof.

## Lage
Der Bahnhof Laucha liegt am Streckenkilometer 13,185 der Bahnstrecke Naumburg–Artern (Unstrutbahn). Zusätzlich war er Ausgangspunkt der Bahnstrecke Laucha–Kölleda (Finnebahn) (Streckenkilometer 0,0). In Richtung Westen verzweigen sich beide Strecken.
Er befindet sich etwa 200 Meter südlich des Ortskerns. Die unmittelbar angrenzenden Straße sind die Ladestraße und Am Stadtfeld.
Die benachbarte Station in Richtung Osten ist der ungefähr fünf Kilometer entfernte Haltepunkt Balgstädt. In die westliche Richtung ist dies der Haltepunkt Kirchscheidungen, der etwa drei Kilometer entfernt gelegen ist. An der stillgelegten Strecke nach Kölleda ist der Haltepunkt Golzen. Dessen Abstand nach Laucha beträgt rund vier Kilometer.

## Geschichte
Am 1. Oktober 1889 ging der Bahnhof Laucha an der Unstrutbahn in Betrieb. Sowohl für den Personen- als auch für den Güterverkehr war der Bahnhof von großer Bedeutung. Zwei Betriebe verfügten über ein eigenes Anschlussgleis. Dies waren eine Zucker- sowie eine Konservenfabrik. Mit der Bahn wurden Roh- und Brennstoffe und auch die fertigen Produkte transportiert.
Am 1. Juli 1914 folgte die Inbetriebnahme der Finnebahn. Somit wurde Laucha zum Trennungsbahnhof. In diesem Zusammenhang wurde der Bahnhof in südwestlicher Richtung erheblich erweitert. Es gab nun zwei Bahnsteige mit jeweils zwei Gleisen, die ein Personentunnel miteinander verband. Des Weiteren entstanden sämtliche Gütergleise und ein Ablaufberg.
Am 1. Oktober 1973 endete der Personenverkehr auf der Finnebahn. Güterverkehr fand dort noch bis zu Beginn der 1990er statt. Seitdem ist Laucha kein Trennungsbahnhof mehr.

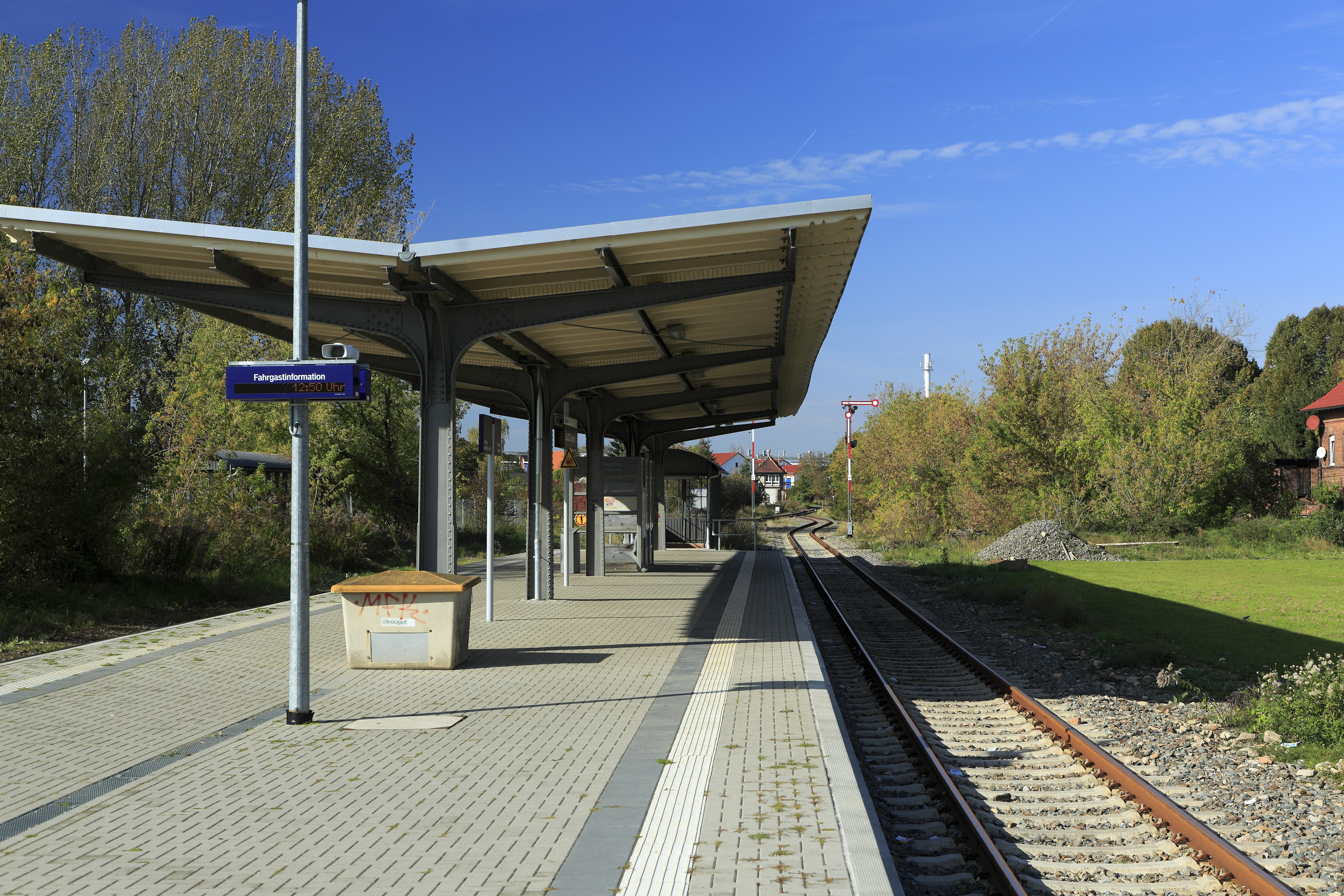
Bahnsteig (Oktober 2017)

Ende der 1990er Jahre sahen die Gleisanlagen wie folgt aus: An einem Mittelbahnsteig lagen das durchgehende Hauptgleis (8) und das Reisezugkreuzungsgleis (7). Das Gleis 5 diente als Güterzuggleis. Das durchgehende Hauptgleis an der Strecke nach Kölleda (9) befand sich zusammen mit dem Gleis 10 ebenso an einem Mittelbahnsteig. Die restlichen Gleise waren Abstell- und Ladegleise. Ein Fußgängertunnel ermöglichte den Zugang zu beiden Bahnsteigen, 2015 wurde dieser zwischen dem Empfangsgebäude und dem verbliebenen Inselbahnsteig verfüllt. Ein ebenerdiger Reisendenübergang führt heute auf der Nordseite zum Bahnsteig. Die Verbindung zum nicht mehr bestehenden zweiten Inselbahnsteig bildet seitdem einen Zugang von der Südseite.
2013 war die Erneuerung des Mittelbahnsteigs abgeschlossen. Dies kostete etwa 490.000 Euro. Zusätzlich wurde die zugehörige Bushaltestelle umgestaltet, sodass Bus und Bahn besser miteinander verbunden werden können. Ihre Länge beträgt jeweils 90 Meter und 55 Zentimeter.

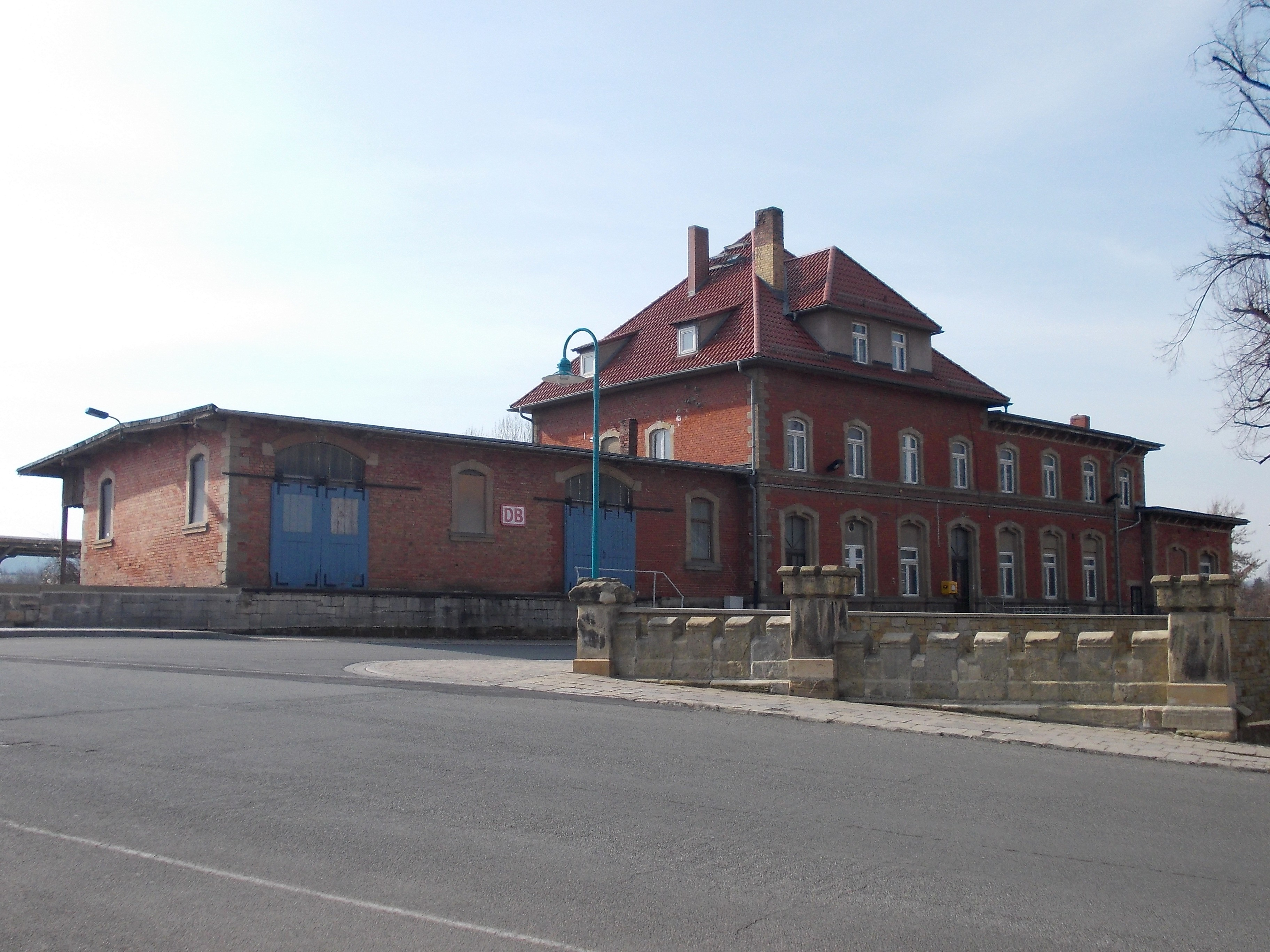
Empfangsgebäude, Straßenseite (2014)

Das Empfangsgebäude steht unter Denkmalschutz. Es ist ein zweigeschossiger Ziegelrohbau. Darin waren einst Fahrkartenschalter, Gepäckannahme und -ausgabe, Diensträume, eine Gaststätte und Wohnungen untergebracht. 2013 verkaufte die Deutsche Bahn das Empfangsgebäude, dieses ist seitdem in Privatbesitz. Daran angebaut ist ein Güterschuppen, an den sich eine Rampe anschloss. Eine Ladestraße führte dorthin. Darüber hinaus gab es noch ein Abortgebäude.
Im Bahnhof Laucha besteht das Fahrdienstleiterstellwerk „Lw“. Es ist ein mechanisches Stellwerk der Bauart Jüdel. Ein weiteres Stellwerk trug den Namen „Lo“ und ist inzwischen außer Betrieb. Die Anlagen des Ostkopfes wurden elektrisch an das Stellwerk Lw angebunden.
Ende 2015 wurden einige Weichen im Bahnhof Laucha entfernt.

## Verkehrsanbindung
| Linie                    | Linienverlauf                                                | Takt (min) | EVU   |
| ------------------------ | ------------------------------------------------------------ | ---------- | ----- |
| RB 77                    | Naumburg Ost – Naumburg – Freyburg – Laucha – Nebra – Wangen | 060        | start |
| Stand: 15. Dezember 2024 |                                                              |            |       |

Örtliche Buslinien verbinden den Bahnhof unter anderem mit dem Stadtkern von Laucha sowie mit Freyburg (Unstrut), Lossa, Naumburg, Nebra, Allerstedt, Wiehe oder Bad Bibra.